# Cheumatopsyche comorina
Cheumatopsyche comorina är en nattsländeart som först beskrevs av Navás 1931.  Cheumatopsyche comorina ingår i släktet Cheumatopsyche och familjen ryssjenattsländor. Inga underarter finns listade i Catalogue of Life.